# Assistance médicale toit du monde
Assistance Médicale Toit du Monde, en abrégé  AMTM, est une ONG humanitaire d'origine française, dont le siège est à Nanterre. 
Elle intervient depuis 1992 au Népal et en Inde au profit de réfugiés tibétains et d'autres populations défavorisées.

## Histoire
Assistance Médicale Toit du Monde est née de l’action d’un groupe de médecins français qui intervenaient depuis 1990 dans les camps de réfugiés tibétains, au Népal et en Inde.
Leur objectif était double : sauver les Tibétains et leurs enfants, notamment de la tuberculose, et préserver la culture tibétaine en aidant les réfugiés à retrouver des conditions de vie décentes.
Devant l'ampleur de la tâche, l’un  de ces médecins, le docteur Yves Lhomelet créa l'association AMTM le 27 février 1992. 
Le 20 février 1996, des membres d'AMTM dont Yves Lhomelet et des cinéastes indépendants sont reçus en audience par le 14e dalaï-lama. 
Tout en continuant son action auprès de la population tibétaine vivant  dans ces pays, AMTM a étendu progressivement son action à toutes les populations défavorisées rencontrées sur le terrain tout particulièrement les femmes, les enfants et les personnes âgées.
AMTM n’est  pas une ONG « urgentiste ». Elle poursuit son objectif sur le long terme en suivant régulièrement de nombreux sites. 
Son mode opératoire, d’abord purement médical a été complété d’un volet « Développement » pour agir également sur l’environnement des personnes, et d’un volet « Parrainage » afin d’envisager un soutien sur le long terme.
AMTM est soutenue par des personnalités dont certaines l’aident depuis plusieurs années :
- Lara Fabian est marraine d’AMTM depuis 2006[2]
- Sébastien Izambard, du groupe de chanteurs « Il Divo » est parrain d’AMTM depuis 2005.
- Hubert Reeves soutient également l’association, notamment lors de sa conférence du 6 janvier 2006.

## Statuts et finalité
Selon ses statuts, "AMTM est une Organisation Non Gouvernementale (ONG) ayant pour finalité de fournir une assistance humanitaire par la mise en œuvre, dans la durée, de trois axes d’actions convergents : médical, aide au développement et parrainages. Elle exerce aussi une activité pharmaceutique en tant que Distributeur en gros de médicaments à vocation humanitaire et d’une manière générale, met en œuvre toute action destinée à améliorer les conditions de vie de ses bénéficiaires. AMTM a été créée pour venir en aide aux tibétains réfugiés en Inde et au Népal et à leur culture. Tout en restant fidèle à son objectif fondateur, sa démarche est résolument apolitique, non confessionnelle et étendue aux populations les plus démunies de ses lieux d’intervention ".

## Lieux d’interventions
30 sites localisés :
- Népal : Katmandou et ses environs (Pharping (en), Sundarijal (en), Godawari, Lalitpur (en))
- Inde (Nord-Est) : Régions de Kalimpong et du Sikkim
- Inde (Nord-Ouest) Rewalsar et la Pin Valley dans la vallée de Spiti

## Organisation
- 3300 donateurs
- 515 adhérents
- 120 bénévoles actifs
- 6 salariés au siège en France (Nanterre – Hauts-de-Seine) dont 5 à temps partiel.
- 1 salarié basé à la « Maison AMTM » à Katmandou dans le quartier de Baluwatar.

La Maison AMTM représente un premier maillon dans la mise en place d’une équipe locale permettant d’assurer une continuité de l’action de l’association entre les missions.

## Financement
AMTM fonctionne essentiellement grâce aux fonds collectés auprès de donateurs privés et d'entreprises. Quelques subventions permettent aussi de réaliser certains projets au Népal et en Inde.

## Chiffres
En 2014, AMTM a : 
- collecté 597,895 €
- envoyé 4 équipes de bénévoles au Népal et en Inde[3]
- dispensé près de 2 000 consultations médicales
- remis près de 1000 parrainages
- Ratios 2014 : Missions sociales 80%, Collecte de fonds 7%, Fonctionnement 13%

AMTM fait partie des 2 % des associations françaises ayant un budget supérieur à 500 000 €.